# Fritz Spiesser
Fritz Spiesser (* 23. August 1909 in Mainz; † Mai 1971 in Windhoek) war ein deutscher Schriftsteller. Er schrieb in den 1930er und 1940er Jahren vornehmlich Kolonialromane.

## Leben
Fritz Spiesser wurde in Mainz als Sohn von Heinrich Spiesser geboren, der aus dem Allgäu stammte.
1910 wanderten seine Eltern nach Windhuk im damaligen Deutsch-Südwestafrika aus, wo sein Vater eine Konditorei gründete und betrieb. Von 1923 bis 1929 besuchte Spiesser ein Gymnasium in München und legte das Abitur ab. 1929/30 war er wieder in Deutsch-Südwestafrika und verdingte sich als Volontär bzw. Mechaniker auf verschiedenen Farmen, kehrte jedoch wieder nach München zurück, um dort Wirtschaftswissenschaften zu studieren. Nach dem Abschluss seines Studiums mit Diplom war er als Direktionssekretär von 1935 bis 1938 bei der Adam Opel AG in Rüsselsheim angestellt. 1936 heiratete Spiesser. 1938 wurde ein Sohn geboren und im gleichen Jahr begann er zu schreiben. Wohnhaft war seine Familie 1938/39 in Fürstenfeldbruck und anschließend in Geitau (Bayrischzell). Im Juli 1942 zog er nach Bernried bei Weilheim um.
1940 diente Spiesser bei der Luftwaffe. Ab Januar 1942 war er im Presseamt des Kolonialpolitischen Amtes beschäftigt, wo er in erster Linie wirtschaftspolitische Fragen bearbeitete. Im Februar 1943 musste er nach Auflösung dieses Amtes wieder Frontdienst leisten.
Nach Kriegsende und der Trennung von seiner Frau kehrte er 1950 (nach anderen Quellen 1963) wieder nach Windhuk zurück. Hier war er als Zeitungskorrespondent und Handelsvertreter tätig, konnte jedoch nicht mehr an seine schriftstellerischen Erfolge vor dem Krieg anknüpfen. Er nahm sich schließlich im Alter von 62 Jahren im Mai 1971 das Leben.

## Schriftstellerische Tätigkeit
Spiesser schrieb Werke über das Land seiner Kindheit, Afrika, in der Tradition der Kolonialschriftsteller Hans Grimm, Adolf Kaempffer, Gustav Frenssen, Adda von Liliencron u. a. Bekannt wurde er vor allem durch den 1940 veröffentlichten Roman „Das Konzentrationslager“, der im Franz-Eher-Verlag, dem parteiamtlichen Verlag der NSDAP erschien und mehrere Auflagen erlebte. Der Roman spielt in Südafrika zur Zeit des Burenkriegs und handelt vom englischen Imperialismus und den erstmals eingerichteten Konzentrationslagern, die der Unterdrückung der Zivilbevölkerung durch Internierung von Frauen und Kindern dienten. In der Verlagsbeschreibung des Romans hieß es: „122.000 Kinder, Frauen und Greise, also fast die Hälfte der burischen Bevölkerung, schmachtete in solchen Lagern. Davon starben mehr als 26.000 eines elenden Todes. Die erschütternde Tragik eines solchen Menschensterbens dient Spiesser als Vorwurf (sic) für seine Erzählung.“ Obwohl ein amtlicher Anstoß für diesen Roman nicht vorlag, wurde dieser gleichwohl von der NS-Propaganda sehr positiv aufgenommen, konnte er doch zur Entkräftung bzw. Widerlegung der westlichen und insbesondere englischen Kritik an den deutschen Konzentrationslagern wirkungsvoll beitragen. Die filmische Umsetzung dieser Gegenpropaganda in dem Streifen „Ohm Krüger“ (Premiere 4. April 1941), trug sicherlich zur Popularitätssteigerung von Spiessers Roman bei.
Der Roman „Die zweite Generation“ kann als Spiessers Hauptwerk gelten. Er handelt von der Geschichte eines jungen Deutschen aus dem Deutschen Schutzgebiet Deutsch-Südwestafrika, der als Farmschüler im englisch dominierten Südafrika aufgrund seines Bekenntnisses zu seinem Deutschtum diskriminiert wird.
Seltsamerweise wurde Spiesser trotzt wiederholter Anträge nicht in die Reichsschrifttumskammer aufgenommen, obwohl er seit 1941 Mitglied der NSDAP war. Für die Veröffentlichung seiner Werke benötigte er somit jeweils eine Einzelgenehmigung.
Spiessers Werke wurden in der Sowjetischen Besatzungszone auf die Liste der auszusondernden Literatur gesetzt.

## Werke
- Die zweite Generation. Roman einer kolonialen Jugend, 1938
- Schicksal Afrika. Ein Kolonialroman, 1939
- Das Konzentrationslager. Eine Erfindung der Engländer im Burenkrieg, 1940
- Westliche Robinsonade. Aus den Aufzeichnungen des Schiffsarztes der „Progreß“ Dr. O’Cannagan, 1940
- Orlog und Safari. Zehn Geschichten aus Afrika und eine Dreingabe aus Neu-Guinea, 1941
- Heimkehr. Roman der Südafrika-Deutschen. Mit einem Hauptpreise ausgezeichnet im Buch- und Filmwettbewerb 1941 des Reichskolonialbundes und der UFA, 1943
- Südafrika. Weißen Mannes Land, Informationsbroschüre (zusammen mit seinem Vater Heinrich Spiesser), 1949